# Bạch Hưng Khang
Bạch Hưng Khang (sinh 6 tháng 11 năm 1942) tại xã Hưng Phú, huyện Hưng Nguyên, tỉnh Nghệ An là một nhà khoa học Việt Nam trong lĩnh vực khoa học máy tính hay còn gọi là tin học. Ông đã cống hiến cho sự phát triển ngành tin học tại Việt Nam từ những năm 1970 đến nay. Ông được ghi nhận là một trong những nhà khoa học đầu tiên đóng góp vào việc xây dựng nền tảng công nghệ thông tin và tin học cho Việt Nam.

## Tiểu sử
Ông học cấp 1, 2 tại Hưng Nguyên, và cấp 3 tại Trường Trung học Phổ thông Huỳnh Thúc Kháng, Vinh. Theo gia phả cụ tổ của ông là trạng nguyên Bạch Liêu. Năm 1961 ông bắt đầu học đại học tại Belarusian State University và nhận bằng cử nhân Toán và Vật Lý năm 1966. Năm sau, ông trở về công tác ở Ủy ban Khoa học Kỹ thuật Nhà nước, hiện là Bộ Khoa học và Công nghệ. Sau đó, ông sang Liên Xô cũ làm nghiên cứu sinh dưới sự hướng dẫn của viện sĩ Anatoly Alekseevich Dorodnitsyn. Ông nhận học vị Tiến sĩ khoa học năm 1979 tại Viện Hàn lâm Khoa học Liên Xô (Academy of Sciences of the USSR) với chuyên ngành tính toán và điều khiển học. Trong thời gian học tập và làm việc tại Nga ông cộng tác chặt chẽ với các nhà khoa học Việt Nam (GS.TS. Nguyễn Lãm, GS. TSKH. Phan Đình Diệu) trong hàng loạt các dự án đưa máy tính điện tử phục vụ công tác an ninh quốc phòng và dân sinh tại Phòng Toán học tính toán, Ban điều khiển học là các đơn vị tiền thân của ngành tin học Việt Nam.
Sau khi từ Nga trở về ông làm việc và cống hiến tại Viện khoa học tính toán và điều khiển (sau này đổi tên thành Viện Tin học (1989-1992), Viện Công nghệ Thông tin (1992-nay)). Ông sáng lập và lãnh đạo phòng Nhận Dạng và Công nghệ Tri Thức Lưu trữ ngày 5 tháng 9 năm 2008 tại Wayback Machine. Các vị trí ông đã giữ: Phó Viện trưởng: 1981-1985, Quyền Viện trưởng: 1985-1987; Viện trưởng: 1989-2002. Ngoài ra ông đã giữ các vị trí khác như Chủ tịch Hội Tin học Việt Nam, ủy viên Hội đồng Chức danh giáo sư Nhà nước (đại diện ngành Tin học). Ông đã giúp đỡ vào việc thành lập các khoa Công nghệ Thông tin tại các đại học như ĐH Quốc gia Hà Nội, ĐH Bách Khoa Hà Nội, ĐH Thái Nguyên, ĐH Quốc gia Tp Hồ Chí Minh,... Ông tham gia tích cực vào phong trào cổ vũ thanh niên tham gia sáng tạo và hoạt động công nghệ thông tin. Liên tục từ năm 2000-2007 ông giữ vị trí chủ tịch Hội đồng Giám Khảo cuộc thi Trí Tuệ Việt Nam. Ông đã được trao tặng Huân chương Lao động hạng Nhất vào ngày 27 tháng 12 năm 2011.

## Đóng góp khoa học
Các lĩnh vực nghiên cứu chính gồm có lý thuyết nhận dạng, trí tuệ nhân tạo, công nghệ tri thức, công nghệ mạng. Ông đã xuất bản hơn 40 công trình đã đăng trong và ngoài nước và 3 cuốn sách chuyên môn.
Từ đầu những năm 1980s ông đã lãnh đạo 1 tập thể các nhà khoa học (Hoàng Kiếm, Lương Chi Mai, Hồ Tú Bảo, Ngô Quốc Tạo, Nguyễn Thanh Thủy,...) nghiên cứu giải quyết bài toán tự động nhận dạng chữ Việt (Vietnamese Optical Character Recognition). Ông và các đồng nghiệp đã xuất bản nhiều công trình khoa học liên quan đến bài toán này. Nhóm đã tạo ra phần mềm VnDOCR Lưu trữ ngày 5 tháng 9 năm 2008 tại Wayback Machine là phần mềm số một tại thị trường Việt Nam cho việc nhận dạng chữ Việt từ các văn bản in.
Từ năm 1981-2002, ông tham gia/chủ nhiệm 5 dự án cấp Nhà nước, 6 đề án ứng dụng công nghệ thông tin, và thực hiện một số đề tài cấp Trung tâm KHTN&CNQG. Ông chủ trì xây dựng Phòng thí nghiệm trọng điểm Công nghệ mạng và Đa phương tiện.
Ngay những năm 1990-1991, nhìn trước được xu thế phát triển của Internet, ông và các đồng nghiệp như Trần Bá Thái bắt đầu nghiên cứu và thử nghiệm kết nối Internet tại Việt Nam. Mặc dù tại thời điểm đó có hàng loạt khó khăn như việc cấm vận của Mĩ, chi phí nghiên cứu, trang thiết bị viễn thông, nhưng nhóm của ông đã thành công kết nối Internet qua đại học Karlshure. Sau đó với sự giúp đỡ của ông Rob Hurle, nhóm đã kết nối Internet qua Đại học Quốc gia Úc (ANU). Mã vùng ".vn" đã được nhóm đăng ký chính thức với Ủy ban Internet quốc tế vào ngày 4 tháng 4 năm 1994. Cũng vào ngày này bức email chính thức đầu tiên Lưu trữ ngày 10 tháng 2 năm 2007 tại Wayback Machine được gửi từ nguyên Thủ tướng Võ Văn Kiệt cho Thủ tướng Thụy Điển Carl Bildt. Sau đó cùng với một số nhà khoa học khác ông tham gia vào việc vận động cho Internet được hợp pháp hóa sử dụng tại Việt Nam vào năm 1997.
Từ năm 2000, ông tập trung nghiên cứu trong lĩnh vực nhận dạng & tổng hợp tiếng nói (speech recognition and synthesis), xử lý ngôn ngữ tự nhiên tập trung vào tiếng Việt (Vietnamese natural language processing). Các đóng góp đặc biệt nổi bật của ông cho ngành khoa học máy tính Việt Nam là công nghệ nhận dạng chữ Việt, và công nghệ mạng Internet.